# کوستلتس ناد اورلیتسی
کوستلتس ناد اورلیتسی (به چکی: Kostelec nad Orlicí) یک ناحیه در جمهوری چک است که در ناحیه ریخنوف ناد کنیژنوو واقع شده‌است. کوستلتس ناد اورلیتسی ۶٬۲۲۰ نفر جمعیت دارد.

## خواهرخوانده
شهر تسویلنرودا-تریبس خواهرخواندهٔ کوستلتس ناد اورلیتسی هست.